# Orkus
Orkus est un magazine d'expression allemande consacré à la Schwarze Szene (« Scène Dark »), mouvement musical et culturel rattaché au mouvement Gothique.
Orkus fut créé en 1996 par Claus Müller, aujourd'hui responsable publicité du magazine. Les deux premiers numéros paraissent en format A5 gratuit et il faut attendre la troisième mouture pour que le magazine n'adopte un format A4 et un rythme de parution mensuel. La formule actuelle se compose de 130 pages ainsi que d'un sampler CD.
Comme l'indique son intitulé « Gothic, Romantic, Industrial, Electro », le magazine s'attache à promouvoir le metal, le medieval rock et le rock alternatif par le biais d'interviews, de chroniques CD / DVD, d'annonces de dates de concerts et d'encarts publicitaires relatifs au genre.
Le succès est tel que depuis 2005 le magazine associe son nom à l'Amphi Festival, festival annuel de musique alternative se déroulant durant deux jours au Tanzbrunnen de Cologne en Allemagne, et dont la programmation comporte bon nombre de groupes soutenus par le magazine.
Orkus se lance également depuis 2006 à l'international, avec la parution d'une édition indépendante anglophone vendue au Royaume-Uni, en Finlande, en Norvège, en Suède, en Espagne et au Benelux.